# Stokesia laevis
Stokesia laevis là một loài thực vật có hoa thuộc chi đơn loài Stokesia trong họ Cúc (Asteraceae). Loài này được (Hill) Greene miêu tả khoa học đầu tiên năm 1893.

## Tham khảo

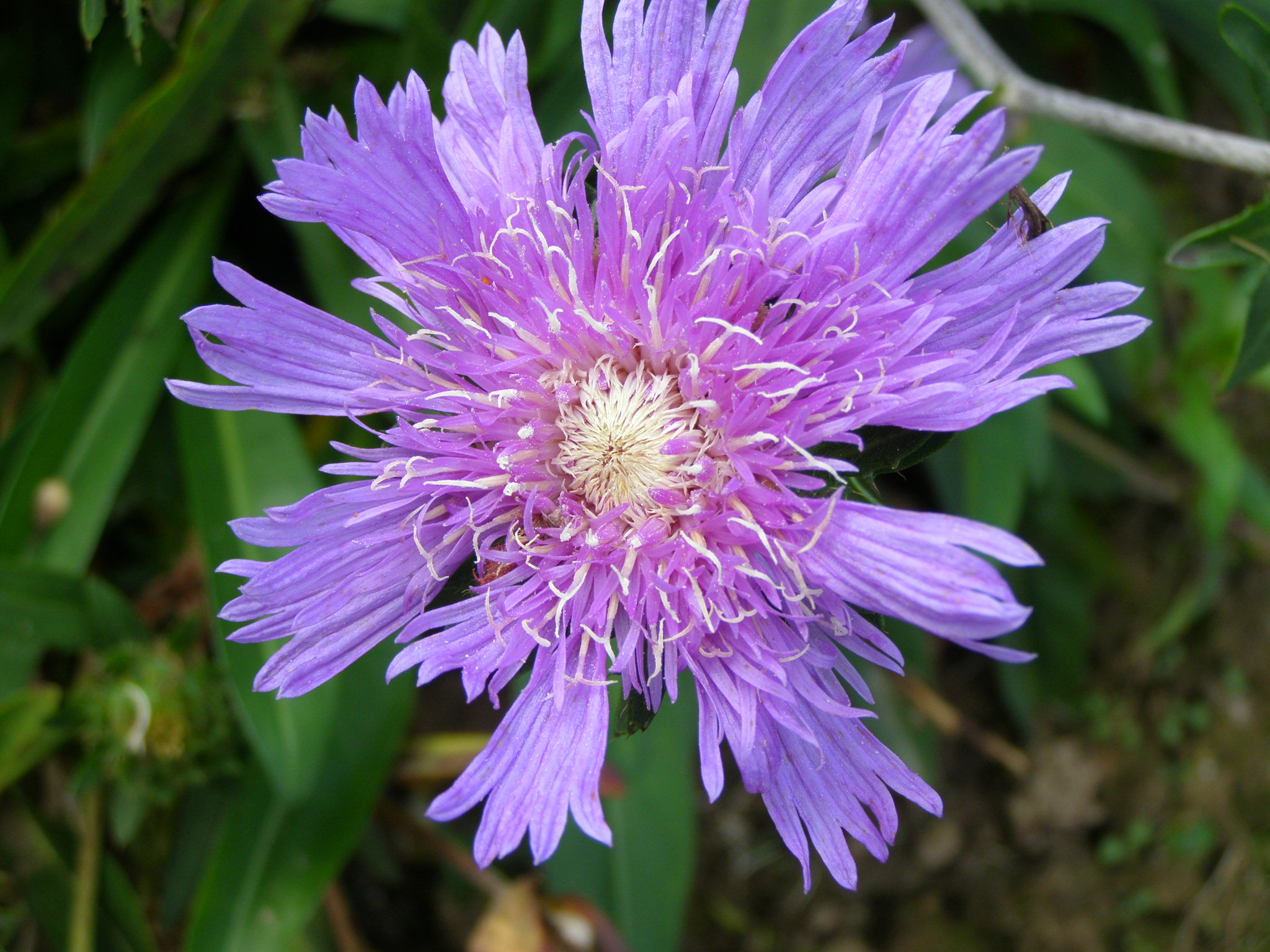

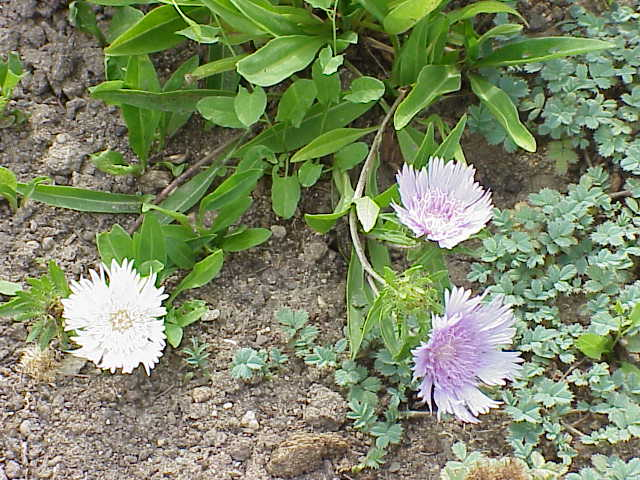